# Vuelta a España 2024/13. Etappe
Die 13. Etappe der Vuelta a España 2024 fand am 30. August 2024 statt. Sie endete mit der fünften Bergankunft der 79. Austragung des spanischen Etappenrennens. Der Start erfolgte in Lugo und führte über 175,6 Kilometer auf den Puerto de Ancares, wo sich das Ziel auf einer Höhe von 1669 Metern befand. Nach der Etappe hatten die Fahrer 2086,2 Kilometer absolviert, was 63,19 % der Gesamtdistanz entspricht.
Den Etappensieg sicherte sich der Kanadier Michael Woods (Israel-Premier Tech) der sich aus der Ausreißergruppe vor Mauro Schmid (Team Jayco AlUla) und Marc Soler (UAE Team Emirates) durchsetzte. Er setzte sich 4,7 Kilometer vor dem Ziel im Schlussanstieg des Puerto de Ancares als Solist ab. Ben O’Connor (Decathlon AG2R La Mondiale Team) verteidigte das Rote Trikot, verlor jedoch fiel Zeit in der Gesamtwertung.

## Streckenverlauf
Nach dem offiziellen Start führte die Strecke ins südöstliche Baralla, wo die Auffahrt auf die Alto Campo de Arbre (794 m) erfolgte. Hier wurde nach 33,9 Kilometern eine Bergwertung der 3. Kategorie abgenommen, ehe es bergab nach Becerreá ging. Die Fahrer verließen nun die breite N-VI und gelangten auf die LU-723, die zunächst leicht ansteigend verlief. Bei Doiras begann die Auffahrt auf die Alto O Portelo (1068 m), die als Bergwertung der 2. Kategorie nach 75,2 Kilometern überquert wurde. Nach der anschließenden Abfahrt gelangten die Fahrer erneut auf die N-VI, der sie nun über Villafranca del Bierzo bis Ponferrada folgten. Nun drehte die Fahrtrichtung gen Norden und auf der LE-711 wurde eine nicht-kategorisierte Steigung überquert. In Sancedo erfolgte bei Kilometer 147 der einzige Zwischensprint. Kurz nach Vega de Espinareda begann die offizielle Auffahrt des Puerto de Lumeras (1043 m), die auf einer Länge von 6,6 Kilometern eine Durchschnittssteigung von 6 % aufwies. 20 Kilometer vor dem Ziel wurde auf der Passhöhe eine Bergwertung der 2. Kategorie abgenommen, wobei auch Zeitbonifikationen vergeben wurden. Nach einer kurzen Abfahrt ging es über Candín zum Fuß der Schlusssteigung.
Der Puerto de Ancares war 7,5 Kilometer lang und wies eine durchschnittliche Steigung von 9,3 % auf. Die ersten beiden Kilometer verliefen beinahe flach, ehe die Kilometerschnitte im Anschluss kaum unter 10 % sanken. Die maximalen Steigungsprozente lagen bei 15 %. Im Ziel wurde auf einer Höhe von 1669 Metern eine Bergwertung der 1. Kategorie abgenommen.
|                            | Ort                 | Kilometer | Länge (km) | Höhe (m) | Ø Steigung | max. Steigung |
| -------------------------- | ------------------- | --------- | ---------- | -------- | ---------- | ------------- |
| neutralisierter Start      | Lugo                | -6        |            |          |            |               |
| offizieller Start          | N-VI                | 0         |            |          |            |               |
| Bergwertung (3. Kategorie) | Alto Campo de Arbre | 33,9      | 5          | 794      | 5,8 %      |               |
| Bergwertung (2. Kategorie) | Alto O Portelo      | 75,2      | 7,7        | 1068     | 5,4 %      |               |
| Zwischensprint             | Sancedo             | 147       |            |          |            |               |
| Bergwertung (2. Kategorie) | Puerto de Lumeras   | 155,6     | 6,6        | 1043     | 6 %        |               |
| Bonussprint                | Puerto de Lumeras   | 155,6     |            |          |            |               |
| Bergwertung (1. Kategorie) | Puerto de Ancares   | 175,6     | 7,5        | 1669     | 9,3 %      | 15 %          |
| Ziel                       | Puerto de Ancares   | 175,6     |            |          |            |               |

## Rennverlauf
Mit Jonathan Lastra (Cofidis) und Welay Hagos Berhe (Jayco AlUla) gingen zwei Fahrer nicht an den Start der 13. Etappe. Unmittelbar nachdem das Rennen freigegeben worden war, kam es im Hauptfeld zu mehreren Angriffen. Nach rund 20 Kilometern schlossen sich zwei große Fluchtgruppen zusammen, womit sich eine 24 Fahrer umfassende Ausreißergruppe bildete. In dieser waren (sortiert nach dem bestplatzierten Fahrer in der Gesamtwertung) folgende Mannschaften vertreten: José Félix Parra (Kern Pharma), Michael Woods, Dylan Teuns (beide Israel-Premier Tech), Sam Oomen (Lidl-Trek), Mikel Bizkarra, Xabier Isasa (beide Euskaltel-Euskadi), Marc Soler, Brandon McNulty, Jay Vine (alle UAE Team Emirates), Wout van Aert (Visma-Lease a Bike), Rubén Fernández (Cofidis), Gijs Leemreize, Enzo Leijnse, Julius van den Berg (alle dsm-firmenich PostNL), Mathis Le Berre, Simon Guglielmi (beide Arkéa-B&B Hotels), Mauro Schmid (Jayco AlUla), Victor Campenaerts, Sylvain Moniquet (beide Lotto Dstny), Kim Heiduk (Ineos Grenadiers), Luca Vergallito, Kaden Groves (beide Alpecin-Deceuninck), Kasper Asgreen (Soudal Quick-Step) und Nikolas Winokurow (Astana Qazaqstan). José Félix Parra wies in der Gesamtwertung einen Rückstand von rund einer halben Stunde auf.
Auf der Alto Campo de Arbre sicherte sich Wout van Aert die meisten Punkte im Kampf um die Bergwertung, womit er sich auch in dieser Sonderwertung an die Spitze schob. Xabier Isasa konnte der Spitzengruppe zu diesem Zeitpunkt nicht mehr folgen und wurde wenig später vom Hauptfeld gestellt. Die Ausreißer konnten unterdessen einen Vorsprung von rund 15 Minuten herausfahren. Nachdem sich Wout van Aert auch auf der Alto O Portelo die meisten Punkte gesichert hatte, kam es auf den anschließenden flacheren Kilometern immer wieder zu Angriffen, wodurch die Ausreißergruppe zerfiel. Mit Michael Woods, Sam Oomen, Wout van Aert, Brandon McNulty, Jay Vine, Gijs Leemreize und Mauro Schmid verbleiben schließlich nur noch sieben Fahrer an der Spitze, ehe Wout van Aert über den Zwischensprint in Sancedo führte. Im anschließenden Puerto de Lumeras konnte mit Marc Soler ein weiterer Fahrer zu der neuformierten Spitzengruppe aufschließen, womit nun alle drei Fahrer des UAE Team Emirates den Sprung in die entscheidende Gruppe geschafft hatten. Im Sprint um die Bergwertung auf dem Puerto de Lumeras setzte sich Wout van Aert vor Jay Vine durch. In der nachfolgenden Abfahrt kam Brandon McNulty in einer Rechtskurve zu Sturz, wobei er unter der Leitplanke durchrutschte und einen kleinen Abhang hinunterfiel. Der US-Amerikaner konnte das Rennen zwar fortsetzen, verlor jedoch ebenso wie der hinter ihm gefahrene Jay Vine den Kontakt zur Spitzengruppe.
Mit Michael Woods, Sam Oomen, Marc Soler, Wout van Aert und Mauro Schmid erreichten somit fünf Fahrer den Fuß des Schlussanstiegs auf den Puerto de Ancares. Bereits auf den ersten steileren Kilometern setzten sich Michael Woods und Mauro Schmid von ihren Fluchtgefährten ab, ehe sich der zuerst genannte Kanadier rund viereinhalb Kilometer vor dem Ziel auch von seinem letzten Begleiter löste. Schlussendlich feierte Michael Woods seinen insgesamt dritten Vuelta-a-España-Etappensieg, wobei er sich 45 Sekunden vor Mauro Schmid durchsetzte. Marc Soler erreichte das Ziel als Dritter mit einem Rückstand von einer Minute und elf Sekunden. Im Hauptfeld hatte unterdessen das Movistar Team die Tempoarbeit übernommen, ehe die Red Bull–Bora–Hansgrohe-Mannschaft um Primož Roglič die Gangart im Schlussanstieg erhöhte. Bereits vier Kilometer vor dem Ziel zerfiel die Gruppe der Gesamtklassement-Fahrer, wobei der gesamtführende Ben O’Connor (Decathlon AG2R La Mondiale) rasch distanziert wurde. Primož Roglič hingegen konnte sich gemeinsam mit Enric Mas (Movistar) und Sepp Kuss (Visma-Lease a Bike) absetzen, wobei letzterer wenig später ebenfalls zurückfiel. Im Gegenzug konnte Mikel Landa (Soudal Quick-Step) die Lücke zu den beiden Angreifern noch einmal schließen, ehe er ebenso wie Enric Mas dem Hinterrad des Slowenen nicht mehr folgen konnte. Die letzten zwei Kilometer absolvierte Primož Roglič als Solist, wobei er seinen Vorsprung gegenüber den anderen Gesamtklassement-Fahrern stetig ausbauen konnte. Er überquerte den Zielstrich als 16. mit einem Rückstand von zehn Minuten und 54 Sekunden. Mit 35 Sekunden Rückstand verlor Mikel Landa am wenigsten Zeit, nachdem er im oberen Teil von dem eingeholten Kasper Asgreen unterstützt wurde. Wenige Sekunden dahinter folgten Mattias Skjelmose Jensen (Lidl-Trek), Carlos Rodríguez (Ineos Grenadiers), David Gaudu (Groupama-FDJ) und Florian Lipowitz (Red Bull–Bora–Hansgrohe). Enric Mas erreichte das Ziel gemeinsam mit Richard Carapaz (EF Education-EasyPost), wobei er als 24. bereits einen Rückstand von elf Minuten und 52 Sekunden aufwies. Zwei Plätze hinter Adam Yates (UAE Team Emirates), der ebenfalls viel Zeit verlor, erreichte Ben O’Connor das Ziel auf dem 33. Rang. Er verlor eine Minute und 55 Sekunden gegenüber Primož Roglič, verteidigte jedoch das Rote Trikot.
In der Gesamtwertung schmolz der Vorsprung von Ben O’Connor auf eine Minute und 21 Sekunden. Zudem konnte Primož Roglič seinen Vorsprung gegenüber Enric Mas auf eine Minute und 40 Sekunden ausbauen. Der Gesamtsechste Carlos Rodríguez verteidigte das Weiße Trikot des besten Nachwuchsfahrers und fuhr im Finale elf Sekunden gegenüber Florian Lipowitz heraus. Adam Yates rutschte auf den zehnten Gesamtrang ab, während George Bennett (Israel-Premier Tech) nach seiner Flucht am Vortag aus den Top 10 fiel. David Gaudu nahm den Platz des Neuseeländers ein und auch Felix Gall (Decathlon AG2R La Mondiale) konnte sich um eine Position verbessern. In der Punktewertung baute Wout van Aert seine Führung auf mehr als 100 Punkte aus und übernahm zudem auch Führung in der Bergwertung, womit er nun zwei Sonderwertungen anführte. Weiters wurde er auch zum aktivsten Fahrer gewählt. In der Mannschaftswertung lag weiterhin das UAE Team Emirates an der Spitze. Mit Michel Ries (Arkéa-B&B Hotels) gab ein weiterer Fahrer das Rennen auf, womit noch 150 Fahrer im Rennen verblieben.

## Ergebnis
| \| Etappenergebnis \| Etappenergebnis \| Etappenergebnis \| Etappenergebnis \| Etappenergebnis \| \| Fahrer \| Fahrer \| Land \| Team \| Zeit \| \| --------------- \| ---------------- \| --------------- \| -------------------------- \| --------------- \| \| 1. \| Michael Woods \| Kanada \| Israel-Premier Tech \| 4 h 19 min 51 s \| \| 2. \| Mauro Schmid \| Schweiz \| Team Jayco AlUla \| + 45 s \| \| 3. \| Marc Soler \| Spanien \| UAE Team Emirates \| + 1 min 11 s \| \| 4. \| Sam Oomen \| Niederlande \| Lidl-Trek \| + 1 min 25 s \| \| 5. \| Wout van Aert \| Belgien \| Team Visma \\| Lease a Bike \| + 2 min 56 s \| \| 6. \| Gijs Leemreize \| Niederlande \| Team dsm-firmenich PostNL \| + 3 min 33 s \| \| 7. \| José Félix Parra \| Spanien \| Equipo Kern Pharma \| + 5 min 19 s \| \| 8. \| Mikel Bizkarra \| Spanien \| Euskaltel-Euskadi \| + 5 min 38 s \| \| 9. \| Luca Vergallito \| Italien \| Alpecin-Deceuninck \| + 5 min 59 s \| \| 10. \| Mathis Le Berre \| Frankreich \| Arkéa-B&B Hotels \| + 6 min 15 s \| |                  |             |                            |                 |
| |                  |             |                            |                 |
| Quelle: ProCyclingStats |                  |             |                            |                 |
| Etappenergebnis |                  |             |                            |                 |
| Fahrer | Fahrer           | Land        | Team                       | Zeit            |
| 1. | Michael Woods    | Kanada      | Israel-Premier Tech        | 4 h 19 min 51 s |
| 2. | Mauro Schmid     | Schweiz     | Team Jayco AlUla           | + 45 s          |
| 3. | Marc Soler       | Spanien     | UAE Team Emirates          | + 1 min 11 s    |
| 4. | Sam Oomen        | Niederlande | Lidl-Trek                  | + 1 min 25 s    |
| 5. | Wout van Aert    | Belgien     | Team Visma \| Lease a Bike | + 2 min 56 s    |
| 6. | Gijs Leemreize   | Niederlande | Team dsm-firmenich PostNL  | + 3 min 33 s    |
| 7. | José Félix Parra | Spanien     | Equipo Kern Pharma         | + 5 min 19 s    |
| 8. | Mikel Bizkarra   | Spanien     | Euskaltel-Euskadi          | + 5 min 38 s    |
| 9. | Luca Vergallito  | Italien     | Alpecin-Deceuninck         | + 5 min 59 s    |
| 10. | Mathis Le Berre  | Frankreich  | Arkéa-B&B Hotels           | + 6 min 15 s    |

## Gesamtstände
| \| Gesamtwertung \| Gesamtwertung \| Gesamtwertung \| Gesamtwertung \| Gesamtwertung \| \| Fahrer \| Fahrer \| Land \| Team \| Zeit \| \| ------------- \| ---------------- \| ---------------------- \| -------------------------- \| ---------------- \| \| 1. \| Ben O’Connor \| Australien \| Decathlon-AG2R La Mondiale \| 52 h 10 min 15 s \| \| 2. \| Primož Roglič \| Slowenien \| Red Bull-Bora-Hansgrohe \| + 1 min 21 s \| \| 3. \| Enric Mas \| Spanien \| Movistar Team \| + 3 min 01 s \| \| 4. \| Richard Carapaz \| Ecuador \| EF Education-EasyPost \| + 3 min 13 s \| \| 5. \| Mikel Landa \| Spanien \| Soudal Quick-Step \| + 3 min 20 s \| \| 6. \| Carlos Rodríguez \| Spanien \| Ineos Grenadiers \| + 4 min 12 s \| \| 7. \| Florian Lipowitz \| Deutschland \| Red Bull-Bora-Hansgrohe \| + 4 min 29 s \| \| 8. \| Felix Gall \| Österreich \| Decathlon-AG2R La Mondiale \| + 4 min 42 s \| \| 9. \| David Gaudu \| Frankreich \| Groupama-FDJ \| + 4 min 44 s \| \| 10. \| Adam Yates \| Vereinigtes Königreich \| UAE Team Emirates \| + 5 min 17 s \| |                  |                        |                            |                  |
| |                  |                        |                            |                  |
| Quelle: ProCyclingStats |                  |                        |                            |                  |
| Gesamtwertung |                  |                        |                            |                  |
| Fahrer | Fahrer           | Land                   | Team                       | Zeit             |
| 1. | Ben O’Connor     | Australien             | Decathlon-AG2R La Mondiale | 52 h 10 min 15 s |
| 2. | Primož Roglič    | Slowenien              | Red Bull-Bora-Hansgrohe    | + 1 min 21 s     |
| 3. | Enric Mas        | Spanien                | Movistar Team              | + 3 min 01 s     |
| 4. | Richard Carapaz  | Ecuador                | EF Education-EasyPost      | + 3 min 13 s     |
| 5. | Mikel Landa      | Spanien                | Soudal Quick-Step          | + 3 min 20 s     |
| 6. | Carlos Rodríguez | Spanien                | Ineos Grenadiers           | + 4 min 12 s     |
| 7. | Florian Lipowitz | Deutschland            | Red Bull-Bora-Hansgrohe    | + 4 min 29 s     |
| 8. | Felix Gall       | Österreich             | Decathlon-AG2R La Mondiale | + 4 min 42 s     |
| 9. | David Gaudu      | Frankreich             | Groupama-FDJ               | + 4 min 44 s     |
| 10. | Adam Yates       | Vereinigtes Königreich | UAE Team Emirates          | + 5 min 17 s     |

| Punktewertung | Punktewertung   | Punktewertung | Punktewertung              | Punktewertung |
| Fahrer        | Fahrer          | Land          | Team                       | Punkte        |
| ------------- | --------------- | ------------- | -------------------------- | ------------- |
| 1.            | Wout van Aert   | Belgien       | Team Visma \| Lease a Bike | 274 P.        |
| 2.            | Kaden Groves    | Australien    | Alpecin-Deceuninck         | 162 P.        |
| 3.            | Pavel Bittner   | Tschechien    | Team dsm-firmenich PostNL  | 81 P.         |
| 4.            | Harold Tejada   | Kolumbien     | Astana Qazaqstan Team      | 80 P.         |
| 5.            | Pablo Castrillo | Spanien       | Equipo Kern Pharma         | 73 P.         |
| 6.            | Ben O’Connor    | Australien    | Decathlon-AG2R La Mondiale | 68 P.         |
| 7.            | Primož Roglič   | Slowenien     | Red Bull-Bora-Hansgrohe    | 66 P.         |
| 8.            | Marc Soler      | Spanien       | UAE Team Emirates          | 62 P.         |
| 9.            | Stefan Küng     | Schweiz       | Groupama-FDJ               | 59 P.         |
| 10.           | Mauro Schmid    | Schweiz       | Team Jayco AlUla           | 58 P.         |

| Bergwertung | Bergwertung      | Bergwertung            | Bergwertung                | Bergwertung |
| Fahrer      | Fahrer           | Land                   | Team                       | Punkte      |
| ----------- | ---------------- | ---------------------- | -------------------------- | ----------- |
| 1.          | Wout van Aert    | Belgien                | Team Visma \| Lease a Bike | 36 P.       |
| 2.          | Marc Soler       | Spanien                | UAE Team Emirates          | 23 P.       |
| 3.          | Jay Vine         | Australien             | UAE Team Emirates          | 23 P.       |
| 4.          | Adam Yates       | Vereinigtes Königreich | UAE Team Emirates          | 22 P.       |
| 5.          | Primož Roglič    | Slowenien              | Red Bull-Bora-Hansgrohe    | 18 P.       |
| 6.          | David Gaudu      | Frankreich             | Groupama-FDJ               | 18 P.       |
| 7.          | Sylvain Moniquet | Belgien                | Lotto Dstny                | 17 P.       |
| 8.          | Marco Frigo      | Italien                | Israel-Premier Tech        | 14 P.       |
| 9.          | Pablo Castrillo  | Spanien                | Equipo Kern Pharma         | 13 P.       |
| 10.         | Mauro Schmid     | Schweiz                | Team Jayco AlUla           | 13 P.       |

| Nachwuchswertung | Nachwuchswertung       | Nachwuchswertung       | Nachwuchswertung           | Nachwuchswertung  |
| Fahrer           | Fahrer                 | Land                   | Team                       | Zeit              |
| ---------------- | ---------------------- | ---------------------- | -------------------------- | ----------------- |
| 1.               | Carlos Rodríguez       | Spanien                | Ineos Grenadiers           | 52 h 14 min 27 s  |
| 2.               | Florian Lipowitz       | Deutschland            | Red Bull-Bora-Hansgrohe    | + 17 s            |
| 3.               | Mattias Skjelmose      | Dänemark               | Lidl-Trek                  | + 1 min 12 s      |
| 4.               | Matthew Riccitello     | Vereinigte Staaten     | Israel-Premier Tech        | + 36 min 04 s     |
| 5.               | Isaac Del Toro         | Mexiko                 | UAE Team Emirates          | + 47 min 48 s     |
| 6.               | Mauri Vansevenant      | Belgien                | Soudal Quick-Step          | + 52 min 28 s     |
| 7.               | Max Poole              | Vereinigtes Königreich | Team dsm-firmenich PostNL  | + 55 min 03 s     |
| 8.               | Cian Uijtdebroeks      | Belgien                | Team Visma \| Lease a Bike | + 1 h 02 min 31 s |
| 9.               | Giovanni Aleotti       | Italien                | Red Bull-Bora-Hansgrohe    | + 1 h 03 min 50 s |
| 10.              | Valentin Paret-Peintre | Frankreich             | Decathlon-AG2R La Mondiale | + 1 h 10 min 39 s |

| Mannschaftswertung | Mannschaftswertung         | Mannschaftswertung           | Mannschaftswertung |
| Team               | Team                       | Land                         | Zeit               |
| ------------------ | -------------------------- | ---------------------------- | ------------------ |
| 1.                 | UAE Team Emirates          | Vereinigte Arabische Emirate | 156 h 09 min 13 s  |
| 2.                 | Red Bull-Bora-Hansgrohe    | Deutschland                  | + 38 min 29 s      |
| 3.                 | Decathlon-AG2R La Mondiale | Frankreich                   | + 48 min 39 s      |
| 4.                 | Team Visma \| Lease a Bike | Niederlande                  | + 1 h 03 min 11 s  |
| 5.                 | Israel-Premier Tech        | Israel                       | + 1 h 03 min 32 s  |
| 6.                 | Lidl-Trek                  | Vereinigte Staaten           | + 1 h 13 min 25 s  |
| 7.                 | Ineos Grenadiers           | Vereinigtes Königreich       | + 1 h 14 min 04 s  |
| 8.                 | Groupama-FDJ               | Frankreich                   | + 1 h 14 min 24 s  |
| 9.                 | Soudal Quick-Step          | Belgien                      | + 1 h 19 min 39 s  |
| 10.                | Equipo Kern Pharma         | Spanien                      | + 1 h 49 min 07 s  |

## Ausgeschiedene Fahrer
- Jonathan Lastra (Cofidis) ging nicht an den Start
- Welay Hagos Berhe (Team Jayco AlUla) ging krankheitsbedingt nicht an den Start
- Michel Ries (Arkéa-B&B Hotels) gab die Etappe auf[3]